# 伊号第三百六十六潜水艦
| 画像をアップロード |                                                                     |
| 艦歴               |                                                                     |
| 計画               | 昭和18年度計画（改⑤計画）                                           |
| 起工               | 1943年8月26日                                                       |
| 進水               | 1944年3月29日                                                       |
| 就役               | 1944年8月3日                                                        |
| その後             | 1946年4月1日海没処分                                                |
| 除籍               | 1945年11月30日                                                      |
| 性能諸元           |                                                                     |
| 排水量             | 基準1,440t、常備1,779t 水中2,215t                                   |
| 全長               | 73.50m                                                              |
| 全幅               | 8.90m                                                               |
| 吃水               | 4.76m                                                               |
| 機関               | 艦本式23号乙8型ディーゼル2基2軸 水上：1,850馬力 水中：1,200馬力     |
| 速力               | 水上：13.0kt 水中：6.5kt                                            |
| 航続距離           | 水上：10ktで5,000海里 水中：3ktで120海里                            |
| 燃料               | 重油：282トン                                                       |
| 乗員               | 55名                                                                |
| 兵装               | 40口径14cm単装砲1門 25mm単装機銃2挺 53cm魚雷発射管 艦首2門、魚雷2本 |
| 備考               | 安全潜航深度：75m 物資搭載量：艦内65トン、艦外20トン                |

伊号第三百六十六潜水艦（いごうだいさんびゃくろくじゅうろくせんすいかん）は、大日本帝国海軍の潜水艦。伊三百六十一型潜水艦の6番艦。回天攻撃隊に参加、戦後海没処分。以下、日本海軍の潜水艦名は「伊366潜」等と略記する。

## 艦歴
1942年の改⑤計画第5466号艦。1943年8月26日、三菱重工業神戸造船所にて起工。1944年3月29日に進水。同年8月3日、竣工。横須賀鎮守府籍。同日、第十一潜水戦隊に編入。
10月2日、第七潜水戦隊に編入。
12月3日、横須賀を発し、パガン島への輸送任務に従事。パガン島への航海中、人為的ミスにより安全潜航深度75mを超える89mまで沈下するという出来事があった。12月14日にパガン島への揚陸を行い、12月28日に横須賀に帰投。揚陸物件は糧食および弾薬で、計51トン。復路ではサイパン島攻撃作戦に参加した第二五二海軍航空隊や第二独立飛行隊の人員など49名を乗せた。この便乗者の内、横須賀への航海中に6名が死亡した。
帰投後、13号電探を搭載し、また艦内の温度上昇低減を目的とした白熱電球の蛍光灯への交換などもなされた。
1945年1月29日（または1月30日）、横須賀を発し、トラック、メレヨンへ輸送任務に従事。2月12日にトラックに着き、医薬品、弾薬、彩雲の部品など20トンを揚陸。2月13日、トラック発。2月16日にメレヨンに着き、糧食、燃料などを揚陸。メレヨンでは42名を収容したが、メレヨンを離れた後に名簿に載っていないもの1名の乗艦が発覚。逃亡罪ともなりうる案件であったが、名簿に追記して不問に付すという処置がなされた。3月3日、横須賀に帰投。
その後、回天搭載艦への改装が行われ、第十五潜水隊に編入された。
5月3日、「伊366潜」と「伊367潜」で回天特別攻撃隊振武隊を編成。5月6日、「伊366潜」は回天を搭載して光基地沖で潜航試験中に触雷。電池に被害が生じた。
6月22日、呉海軍工廠で入渠中に空襲にあうが、「伊366潜」に被害はなかった。7月2-3日の空襲では陸上で乗員1名が死亡した。
「伊366潜」は回天特別攻撃隊多聞隊に加わり、回天5基を搭載して8月1日に光基地を出撃。沖縄・ウルシー間へ向かう。8月11日、パラオ北方500浬で、発見した敵艦に対して回天3基（2基は不具合発生のため発進断念）を発進させ、爆発音3つを確認したが、アメリカ側に該当する記録はない。終戦により、8月18日に呉に帰投。
11月30日、除籍。
1946年4月1日、五島沖で海没処分。

## 歴代艦長
※『艦長たちの軍艦史』445頁による。

### 艦長
1. 正田啓治 少佐：1944年8月3日 -
2. 時岡隆美 大尉：1945年1月5日 -